# 김연큐
김연큐(본명: 김연규)는 2013년부터 지금까지 KT에 몸담고 있는 미생이다. 최태성의 만화 한국사 시리즈에 등장하며 고양이 탈을 쓰고 있다.

## 작품 목록
- 최태성의 다음엇지
- 최태성의 만화 한국사
- 최태성의 만화 한국사 2